# Mindoro Oriental
Mindoro Oriental (en filipí Silangang Mindoro, en anglès Eastern Mindoro) és una província de les Filipines situada a la regió de MIMAROPA. Ocupa la part oriental de l'illa de Mindoro, mentre que la part restant de l'illa pertany a la província de Mindoro Occidental. La província limita al nord amb el Canal de l'Illa Verda i Batangas, al nord-est amb la badia de Tayabas i l'illa de Marinduque, a l'est amb l'illa de Maestro de Campo, al sud-est amb estret de Tablas, que la separa de l'illa de Tablas i al sud amb Samirara i la resta de les illes Caluyes, de la província d'Antique. Calapan, l'única ciutat de l'illa, és la capital de la província.

## Divisió administrativa
La província de Mindoro Oriental es compon de 14 municipis i una ciutat, subdividits alhora en 426 barangays.

### Ciutats
| - Calapan |

### Municipis
| - Baco - Bansud - Bongabong - Bulalacao - Gloria | - Mansalay - Naujan - Pinamalayan - Pola - Puerto Galera | - Roxas - San Teodoro - Socorro - Victoria |